# Gilden van Sint Gangulphus en Sint Laurentius binnen de stad Huissen
De gilden van Sint Laurentius en Sint Gangulphus binnen de stad Huissen zijn nog bestaande schuttersgilden uit Huissen in de Nederlandse provincie Gelderland. De beide gilden hadden vroeger een militaire functie, zij beschermden de stad. Tegenwoordig houden zij de tradities van de broederschap in stand.
De twee gilden werken sinds 1889 nauw samen. Volgens de tradities behoren de ongehuwden (jonggezellen) tot het Sint-Laurentiusgilde en de gehuwden tot het Sint-Gangulphusgilde. Uiterlijk kan men het verschil nog zien aan de kleuren van de kostuums en de vaandels. Het Sint-Gangulphusgilde voert de rode kleuren en het Sint-Laurentiusgilde voert de blauwe kleuren.

## St. Gangulphusgilde
In 1411 werd in de stad Huissen, die toen nog tot het graafschap Kleef behoorde, het Sint-Jorisgilde opgericht. Later in de vijftiende eeuw ontstond hier ook het Sint-Antoniusgilde. Deze beide gilden hadden tot taak de verdediging van de stad Huissen, die als Kleefse enclave in het Hertogdom Gelre was gelegen. De beide gilden onderscheidden zich met name toen in 1502 Karel van Egmont, Hertog van Gelre, de stad Huissen tevergeefs belegerde.
In het jaar 1536 fuseerden het Sint-Jorisgilde en het Sint-Antoniusgilde tot één gilde. Dit gilde werd onder bescherming van de stadspatroon Sint-Gangulphus geplaatst. In de loop der eeuwen verloor het Sint-Gangulphusgilde zijn militaire functie en kreeg het vooral tot taak als broederschap de eenheid van de bevolking in burgerlijk en kerkelijk opzicht te bevorderen. De fusieakte uit 1536 is nog steeds in het bezit van de gilden en een kopie hiervan hangt in de Gildenkapel.
De tekst hiervan luidt:
"In den jaere ons Heeren duysent vijjhondert ses und dartich heeft die Eerendtfeste und Vromen Joncker Elbert van, Pallandt Erfmarschalk, onseren drost en amptsman in stadt und van wegen ons genedigen lieven Heeren, mit toedoen Richter Burgemeijster Schepenen en Raidt en die gemeine Burgeren en Burgers kijnderen van Huessen, van die twee schutterije ende broederschappen nementlich sancti Anthonius ende Georgius,om meerder liefde, vrundtschap en eendracht to halten, een schutterij ende broederschap gemeackt geheyten Sanctus Gangulphus Schutterije und Broederschap."

## St. Laurentiusgilde
Het Laurentiusgilde is het jongste gilde, opgericht in 1661. Dit gilde werd opgericht als "jonggesellen schutten compagnie". Het gilde werd opgericht met toestemming van de landsheer, keurvorst Friedrich Wilhelm von Brandenburg, wegens verleende krijgsdiensten. In het oude gildeboek staat: "De broederschap der jong gezellen is opgericht in het jaar 1661 onder de regering van de Doorluchligsten Keurvorst von Brandenburg Hertog Cleef Glorieuzer Gedagtenis".

## Koningschieten

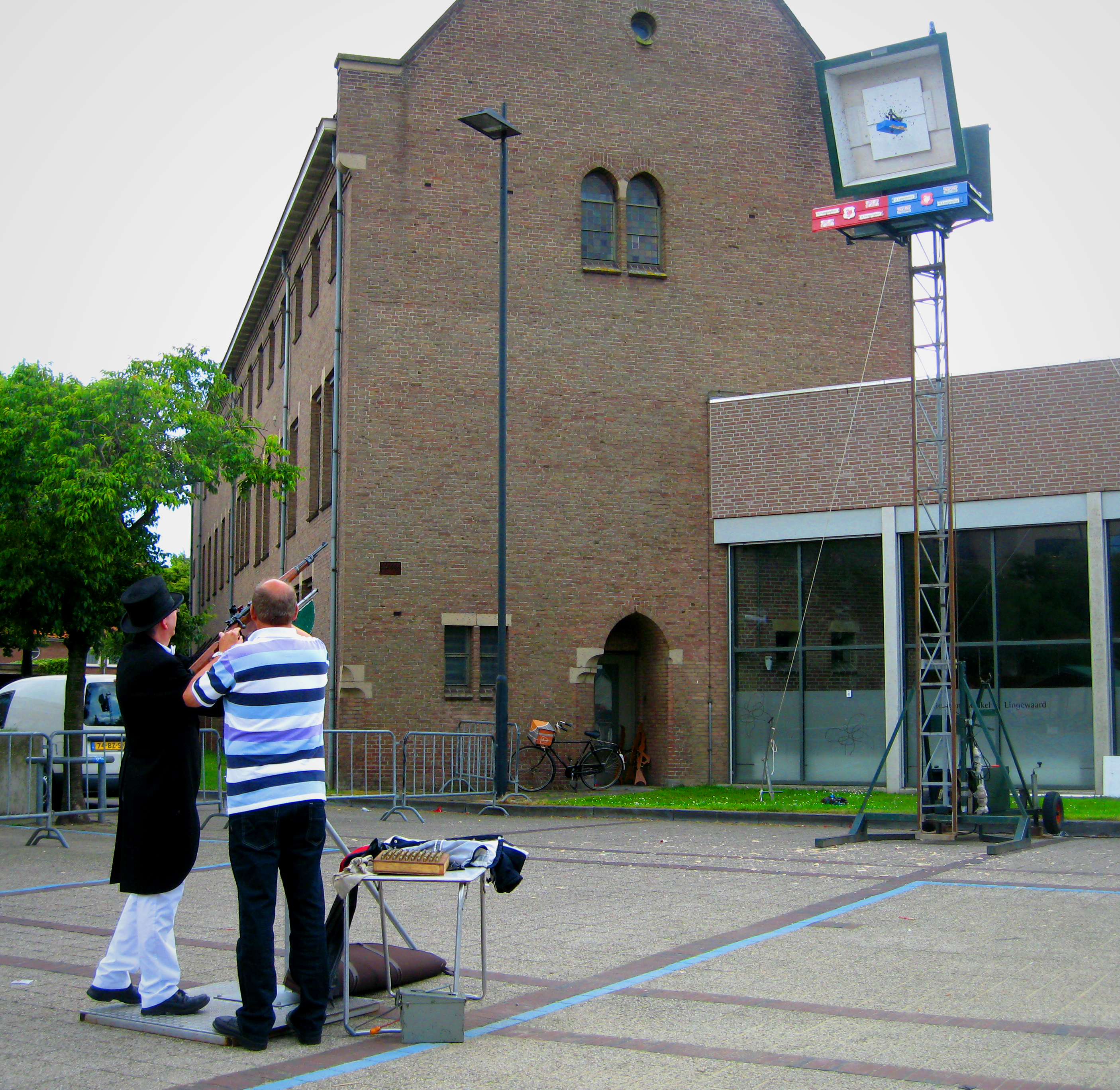
Een gildebroeder doet een poging om koning van het St.-Laurentiusgilde te worden. Foto gemaakt tijdens koningschieten 2014

Het koningschieten door de gilden van Huissen vindt plaats op de zondag die het dichtst bij Sint-Jan (24 juni) valt. In alle vroegte gaan de gildebroeders naar de kerk Onze Lieve Vrouw ten Hemelopneming voor een eucharistieviering, waarna in het gildehuis een traditionele maaltijd volgt. Hierna gaat men naar het schietterrein waar eerst voor jeugdkoning geschoten wordt. Tegelijkertijd mogen alle leden van de gilden welke ouder zijn dan 18 op een houten vogel schieten voor de prijzen. Nadat dit beide klaar is wordt er geschoten voor de koning van het St.-Laurentiusgilde en het St.-Gangulphusgilde, respectievelijk op een blauwe en een rode klos. De volgorde hiervan verschilt ieder jaar. Diegene die het laatste stukje klos naar beneden schiet mag zich een jaar lang 'Koning van de Gilden noemen'

## Naamvariatie's
De officiële naam van de broederschap is "De Gilden van St. Gangulphus en St. Laurentius binnen de stad Huissen", maar in de praktijk worden, al dan niet vanwege de lengte, ook andere varianten gebruikt. Enkele voorbeelden:
- St. Gangulphus- en St. Laurentiusgilde Huissen
- De Huissense gilden
- Gilden Huissen